# Olsdorf (Eifel)
Olsdorf ist eine Ortsgemeinde im Eifelkreis Bitburg-Prüm in Rheinland-Pfalz. Sie gehört der Verbandsgemeinde Bitburger Land an.

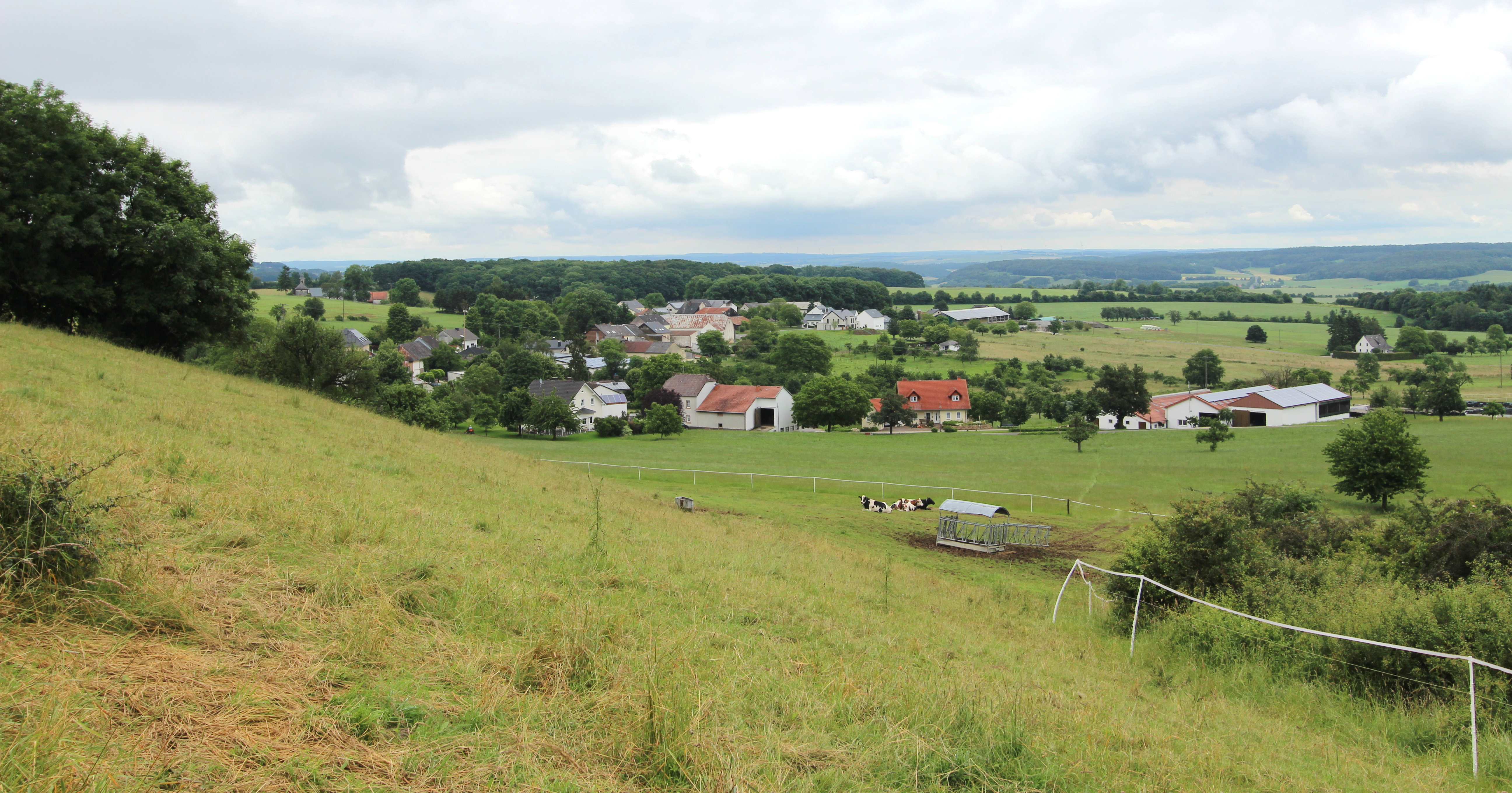
Olsdorf 2016

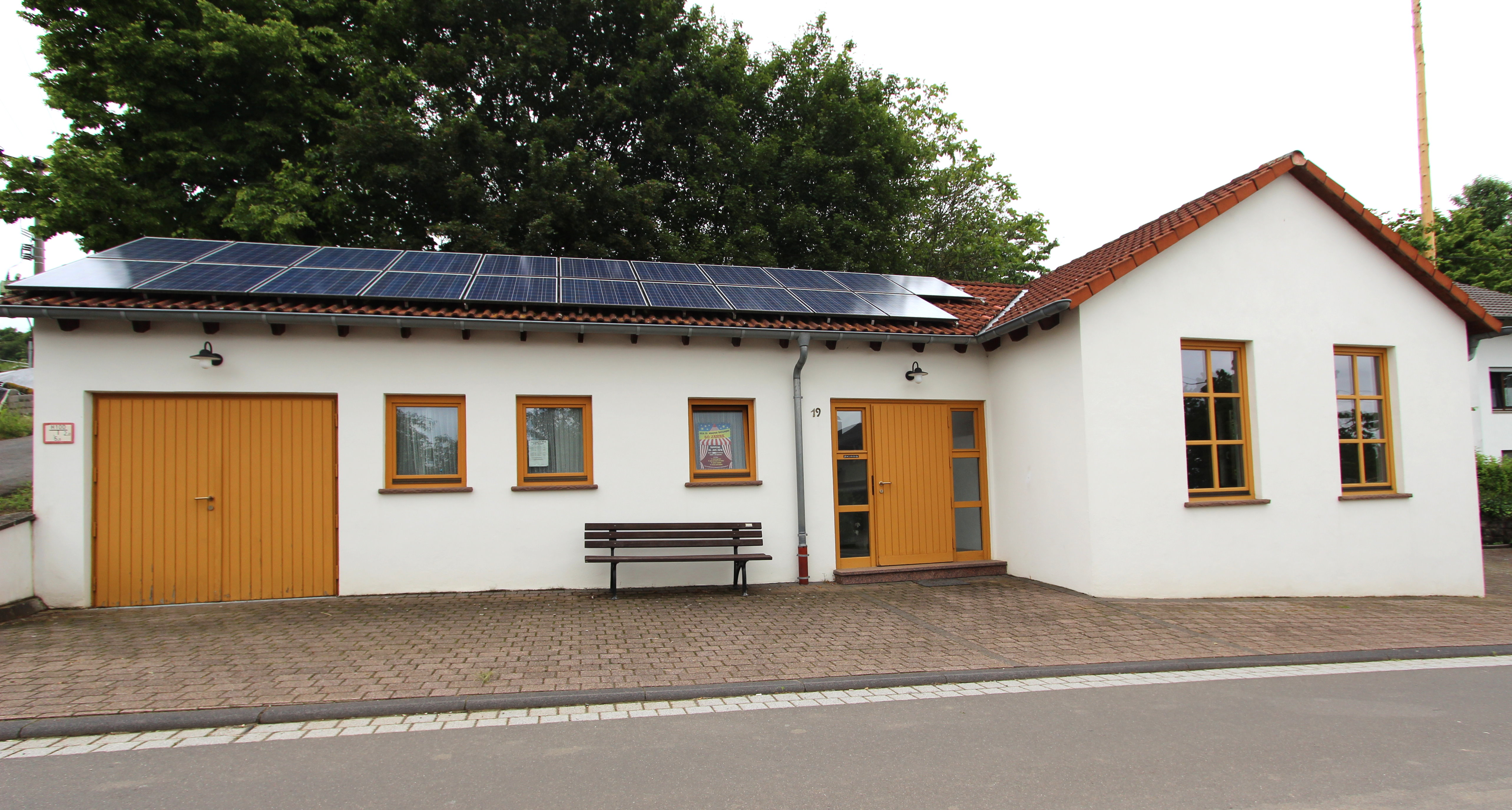
Feuerwehr- und Bürgerhaus

## Geographie

### Lage
Olsdorf liegt in der Südwesteifel etwa 10 km westlich der Kreisstadt Bitburg. Das Gemeindegebiet erstreckt sich auf der Hochebene zwischen Prüm und Our. Ein außergewöhnlich hoher Anteil der 3,14 km² großen Gemarkung von Olsdorf wird landwirtschaftlich genutzt (85 %), nur 7 % sind von Wald bestanden. Unmittelbar nördlich der Ortschaft verläuft die Bundesstraße 50, die bis zur luxemburgischen Staatsgrenze und nach Bitburg führt.
Zu Olsdorf gehören auch die Wohnplätze Gerlingsheim, Haus Raison, Hoorhof und Kobenheim.

### Nachbargemeinden
Nachbargemeinden sind: Bettingen, Oberweis, Brimingen und Niehl.

### Klima
Der Jahresniederschlag beträgt 841 mm.

## Geschichte
Im Bereich von „Oberolsdorf“ wurden Reste einer sesshaften Besiedelung durch die Römer gefunden. Südwestlich des Ortes fand man zudem 1941 eine kleine Gruppe von Hügelgräbern. Es handelt sich um vier Bestattungen unbekannter Zeitstellung.
Die erste urkundliche Erwähnung des Ortes stammt aus dem Jahre 1200, als der Ort noch als „Alesdorf juxta Bettingen“ (‚Alesdorf nahe bei Bettingen‘) erschien. Im späteren Mittelalter war das Dorf – damals „Ailstorf“ genannt – der Herrschaft Bettingen zugehörig, 1473 wurden drei Feuerstellen verzeichnet. Bis Ende des 18. Jahrhunderts gehörte Olsdorf zum Herzogtum Luxemburg.
Im Jahr 1794 hatten französische Revolutionstruppen die Österreichischen Niederlande, zu denen das Herzogtum Luxemburg gehörte, besetzt und im Oktober 1795 annektiert. Von 1795 bis 1814 gehörte Olsdorf zum Kanton Bitburg im Departement der Wälder. Nach der Übernahme der Region durch das Königreich Preußen (1815) kam der Ort 1816 an den Kreis Bitburg im Regierungsbezirk Trier, der von 1822 an Teil der Rheinprovinz war. Olsdorf wurde von der Bürgermeisterei Baustert verwaltet.
Zu einer Vergrößerung des Gemeindegebietes kam es 1905, als der 1767 erbaute Hoorhof in die Gemeinde Olsdorf eingegliedert wurde.
Bevölkerungsentwicklung
Die Entwicklung der Einwohnerzahl von Olsdorf, die Werte von 1871 bis 1987 beruhen auf Volkszählungen:
| Jahr | Einwohner |
| ---- | --------- |
| 1815 | 76        |
| 1835 | 70        |
| 1871 | 117       |
| 1905 | 160       |
| 1939 | 179       |
| 1950 | 143       |
| 1961 | 140       |

| Jahr | Einwohner |
| ---- | --------- |
| 1970 | 139       |
| 1987 | 123       |
| 1997 | 107       |
| 2005 | 99        |
| 2011 | 98        |
| 2017 | 104       |
| 2023 | 96        |

## Politik

### Gemeinderat
Der Gemeinderat in Olsdorf besteht aus sechs Ratsmitgliedern, die bei der Kommunalwahl am 9. Juni 2024 in einer Mehrheitswahl gewählt wurden, und dem ehrenamtlichen Ortsbürgermeister als Vorsitzendem.

### Bürgermeister
Frank Wagner wurde am 2. September 2024 Ortsbürgermeister von Olsdorf. Da bei der Direktwahl am 9. Juni 2024 kein Wahlvorschlag eingereicht wurde, oblag die Neuwahl gemäß rheinland-pfälzischer Gemeindeordnung dem Rat, der sich auf seiner konstituierenden Sitzung für Frank Wagner entschied.
Sein Vorgänger Patrick Adolph hatte das Ehrenamt seit August 2019 inne. Dessen Vorgänger Rainer Hoffmann hatte das Amt von 2008 bis 2019 ausgeübt.

### Wappen
| Wappen von Olsdorf | Blasonierung: „In Blau ein silbernes Pflugrad, belegt mit einem goldenen Pilgerstab.“ |
| Wappen von Olsdorf | Wappenbegründung: Das silberne Pflugrad auf blauem Grund ist Ausdruck der landwirtschaftlichen Struktur des Ortes, belegt mit dem Attribut des Kirchenpatrones St. Rochus, einem goldenen Pilgerstab. Das Wappen wurde am 12. März 1989 genehmigt. |

## Kultur und Sehenswürdigkeiten

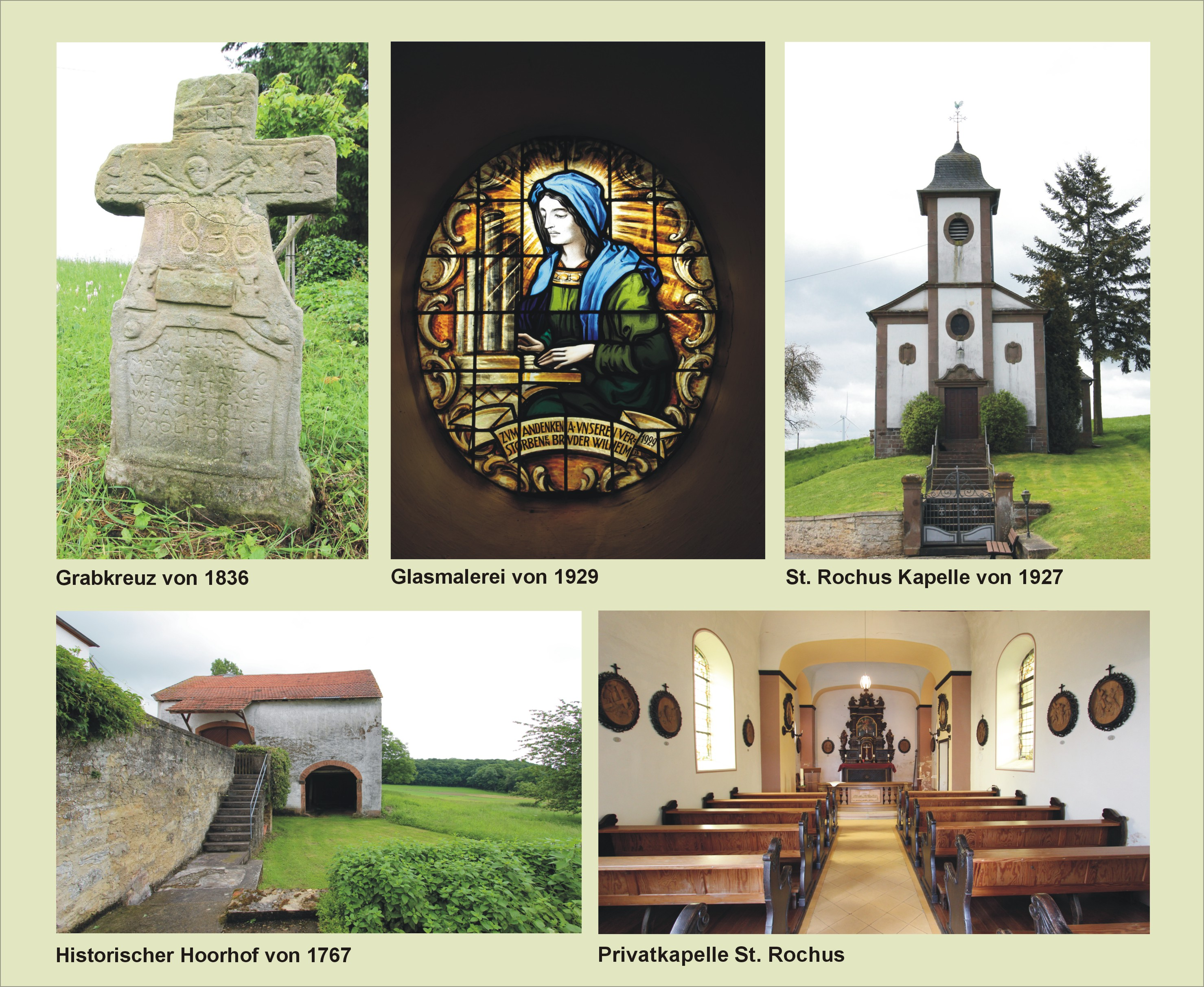
Sehenswürdigkeiten

- Die katholische Kapelle St. Rochus wurde im Jahre 1928 errichtet.
- Gemeinsam mit dem zu der Kapelle gehörenden Hoorhof und dem Privatfriedhof bildet sie den historischen Ortseingang.[12]
- Sehenswert sind drei auf dem Gemeindegebiet verteilte denkmalwerte Wegekreuze.

## Wirtschaft und Infrastruktur
Ein außergewöhnlich hoher Anteil der 3,14 km² großen Gemarkung von Olsdorf wird landwirtschaftlich genutzt (85 %), nur 7 % sind von Wald bestanden.

### Unternehmen
Die Bürgergenossenschaft Energiegewinner eG Olsdorf verfügt über eine Windkraftanlage. Das Windrad vom Typ Suzlon S88 hat eine Nennleistung von 2,1 Megawatt und kann jährlich 550 Vier-Personen-Haushalte mit Strom versorgen.

### Öffentliche Einrichtungen
Olsdorf ist Standort einer Freiwilligen Feuerwehr, deren Feuerwehrhaus auch als lokale Veranstaltungsstätte dient. Kirchlich gehört die Gemeinde der Pfarrei Bettingen an.

### Verkehr
Die Gemeinde ist durch die Kreisstraßen K 11 und K 13 erschlossen. Unmittelbar nördlich der Ortschaft verläuft die Bundesstraße 50, die bis zur luxemburgischen Staatsgrenze und nach Bitburg führt.